# Hillsville
Hillsville és una població dels Estats Units a l'estat de Virgínia. Segons el cens del 2000 tenia 2.607 habitants.

## Demografia
Segons el cens del 2000, Hillsville tenia 2.607 habitants, 1.207 habitatges, i 731 famílies. La densitat de població era de 176,6 habitants per km².
Dels 1.207 habitatges en un 23,1% hi vivien nens de menys de 18 anys, en un 44,3% hi vivien parelles casades, en un 13,5% dones solteres, i en un 39,4% no eren unitats familiars. En el 35,5% dels habitatges hi vivien persones soles el 18,2% de les quals corresponia a persones de 65 anys o més que vivien soles. El nombre mitjà de persones vivint en cada habitatge era de 2,11 i el nombre mitjà de persones que vivien en cada família era de 2,71.
Per edats la població es repartia de la següent manera: un 18,8% tenia menys de 18 anys, un 9,7% entre 18 i 24, un 23,8% entre 25 i 44, un 24,4% de 45 a 60 i un 23,3% 65 anys o més.
L'edat mediana era de 43 anys. Per cada 100 dones de 18 o més anys hi havia 78,6 homes.
La renda mediana per habitatge era de 27.148 $ i la renda mediana per família de 36.117 $. Els homes tenien una renda mediana de 26.625 $ mentre que les dones 18.194 $. La renda per capita de la població era de 16.633 $. Entorn del 12,9% de les famílies i el 16,4% de la població estaven per davall del llindar de pobresa.

## Poblacions més properes
El següent diagrama mostra les poblacions més properes.